# Department for Work and Pensions
Das Department for Work and Pensions (deutsch Ministerium für Arbeit und Rente) ist das größte Ministerium des Vereinigten Königreichs und als solches verantwortlich für Arbeitslosen- und Sozialhilfe sowie Rentenpolitik.
Das Ministerium verfügt über vier Organisationen:
1. Jobcentre Plus verwaltet die „Jobseeker’s Allowance“ (Arbeitslosengeld) und entscheidet nach einer Arbeitsfähigkeitsbewertung, wer die „Employment and Support Allowance“ (Erwerbsunfähigkeitsbeihilfe) erhalten darf.
2. The Pension Service bezahlt die „State Pension“ (Altersversorgung) und den „Pension Credit“ (Rentenbeihilfe).
3. Disability and Carers Service gewährt Menschen mit Behinderung und ihren Pflegern finanzielle Unterstützung.
4. The Child Maintenance Group bezahlt Kindergeld, operiert im Moment als „Child Support Agency“ und „Child Maintenance Agency“, letztere wird als Langzeit-Nachfolgerin gehandelt.

## Geschichte
Das Ministerium in seiner jetzigen Form wurde am 8. Juni 2001 gegründet und ist aus der Zusammenlegung von Teilen des britischen Bildungs- und Beschäftigungsministeriums „Department for Education and Skills“, Teilen des britischen Sozialministeriums („Department of Social Security“) und der britischen Arbeitsvermittlung („Employment Service“) entstanden.

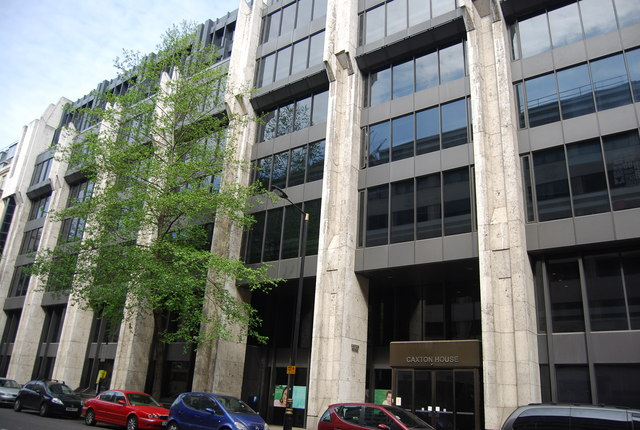
Caxton House London, Hauptgebäude des Department for Work and Pensions

Die hauptsächliche Aufgabe lag bei der Gründung darin, das hinterbliebene Vermögen des „Employment Service“ in die Programme „Jobcentre Plus“ und „Pension Service“ zu lenken. Deswegen ist es mit der Sozial- und Rentenpolitik beauftragt. Es ist das erklärte Ziel, „den Sozialhilfebeziehern zur finanziellen Unabhängigkeit zu helfen und die Kinderarmut zu bekämpfen“.

### Britische Renten- und Sozialversicherung
Die gegenwärtige britische Sozialversicherung hat ihre Wurzeln im von Premier H. H. Asquith und Schatzkanzler D. Lloyd George durchgesetzten National Insurance Act von 1911, mit dem das System der Leistungen begann, die nach deutschem Vorbild bis heute auf den von Arbeitnehmern und ihrem Arbeitgeber gezahlten Zwangsbeiträgen basieren. Die Methode zur Beiträgeerfassung verlangte vom Arbeitgeber, bei einem Postamt Sondermarken zu kaufen und diese auf die Beitragskarten zu kleben. Die Karten dienten als Beleg für den Anspruch auf Sozialleistungen und wurden dem Arbeitnehmer bei Beendigung des Arbeitsverhältnisses ausgehändigt. Oftmals wurde dies auch als „Aushändigung Ihrer Karten“ (being given your cards) bezeichnet, ein bis heute verwendeter Ausdruck. Anfangs bestanden zwei Systeme nebeneinander, eines für Kranken- und Rentenversicherungsleistungen, verwaltet von „anerkannten Gesellschaften“ (approved societies), darunter befreundete Gesellschaften und einige Gewerkschaften, und das andere für das Arbeitslosengeld, das die Regierung selbst verwaltete.
Daneben gab es seit 1916 ein Ministery of Pensions, das für die Versorgung der Militärangehörigen geschaffen wurde. Erster Minister war der Labour-Politiker George Barnes.
Der Beveridge-Report von 1942 schlug eine Ausweitung und Vereinheitlichung des Wohlfahrtsstaates im Rahmen eines sogenannten Sozialversicherungssystems (social insurance) vor. Im März 1943 verpflichtete Winston Churchill die Regierung in einer Sendung mit dem Titel „Nach dem Krieg“ (After the War) zu einem System der „nationalen Pflichtversicherung für alle Klassen und alle Zwecke von der Wiege bis zur Bahre“.
Nach dem Zweiten Weltkrieg trieb die Labour-Regierung Attlees den Ausbau des Wohlfahrtsstaates voran, dessen Kern ein erweitertes Sozialversicherungssystem war. Dabei ging unter dem Minister James Griffiths die Zuständigkeit 1948 auf das neue Ministry of National Insurance über. Zu diesem Zeitpunkt wurde eine einzige Marke eingeführt, die alle Leistungen abdeckte. Die konservative Regierung Churchills mit dem Minister Osbert Peake erweiterte es 1953 noch zum Ministry of Pensions and National Insurance durch Zusammenlegung der Zuständigkeiten für die staatlichen Pensionen mit der für die Sozialversicherung. 1975 wurde das Markensystem beendet und durch Sozialabgaben auf den Lohn („National Insurance Contributions“, NICs) ersetzt.
Bis 1968 blieb die Verantwortung  aufgeteilt zwischen dem für soziale Sicherheit und dem Ministry of Health für Gesundheitsleistungen. Durch Fusion entstand dann mit dem Labour-Minister Richard Crossman das Department of Health and Social Security (DHSS), auch um die Gesundheitsleistungen für Rentner zu verbessern. 1988 wurde das Ministerium wieder aufgeteilt in ein Department of Health und ein Department of Social Security.

## Minister
Nachfolgend ist eine Liste der amtierenden Minister im Department for Work and Pensions:
| Minister          | Rang                              | Zuständigkeit                                         |
| ----------------- | --------------------------------- | ----------------------------------------------------- |
| Elizabeth Kendall | Kabinettsminister                 | alle                                                  |
| Alok Sharma MP    | Arbeitsminister                   | Arbeit                                                |
| Sarah Newton MP   | Ministerin                        | Menschen mit Behinderung, Arbeit und Gesundheit       |
| Guy Opperman MP   | Parlamentarischer Staatssekretär  | Renten und finanzielle Inklusion                      |
| Kit Malthouse MP  | Parlamentarische Staatssekretärin | Familienunterstützung, Unterkunft und Kinderbetreuung |
| Peta Buscombe     | Parlamentarische Staatssekretärin | Abteilungsgeschäft im House of Lords                  |

## Kontroversen
Das Ministerium gab nach einer Freedom of Information-Anfrage der Internetseite Welfare Weekly zu, fiktionale Geschichten über erfundene Sozialhilfeempfänger auf Informationsmaterial benutzt zu haben, welches die positiven Auswirkungen einer Sozialhilfesanktion beworben hatte. Diese Sozialhilfesanktion geht zurück auf Iain Duncan Smith, den damaligen Kabinettsminister des Ministeriums, und erlaubt es dem Ministerium, Sozialhilfe in einem Zeitraum bis zu 3 Jahren für diejenige zu streichen, die die staatlichen Anforderungen an Arbeitssuchende nicht erfüllen. In einer späteren Stellungnahme erklärte das Ministerium: „Die Geschichten sind nur zur Veranschaulichung, um den Leuten verständlich zu machen, wie das Sozialhilfesystem funktioniert. Sie basieren auf Gesprächen, die unsere Mitarbeiter mit echten Sozialhilfeempfängern geführt haben.“
Im Sommer 2019 berichteten Hilfsorganisationen, dass der Anteil an EU-Ausländern, denen im Vereinigten Königreich zu Unrecht der Zugang zum „universal credit“ Sozialhilfesystem verweigert wird, stark angestiegen sei. Auch wenn Widersprüche gegen die Entscheidungen des DWP meist erfolgreich seien, hätten die Betroffenen für die Dauer des Verfahrens von etwa 40 Wochen meist keinerlei Einkünfte.